# 내토중학교
내토중학교(奈吐中學校)는 대한민국 충청북도 제천시 장락동에 있는 공립 중학교이다.

## 학교 연혁
- 2002년 3월 23일 : 학교 설립 인가
- 2003년 3월 5일 : 제1회 입학식(8학급 278명)
- 2003년 4월 12일 : 개교
- 2013년 4월 16일 : 다목적교실 내토관 개관
- 2023년 1월 9일 : 제18회 졸업(193명, 총 4,079명)
- 2024년 1월 18일 : 제19회 졸업
- 2024년 3월 1일 : 제13대 한진봉 교장 취임
- 2024년 3월 4일 : 제22회 입학식(6학급)

## 참고 자료
- 내토중학교 - 한국교육학술정보원 학교알리미